# Второе правительство Путина
Правительство Российской Федерации под председательством В. В. Путина действовало в период с 12 мая 2008 года по 7 мая 2012 года, в президентство Дмитрия Медведева.
Структура Правительства была утверждена Указом Президента Российской Федерации № 724 от 12.05.2008 «Вопросы системы и структуры федеральных органов исполнительной власти».
Список министерств, действовавших в 2008—2012 годах, см. в статье Структура федеральных органов исполнительной власти (2008—2012).

## Назначение Владимира Путина
| Фракция                           | Депутаты | За  | Против | Воздержались | Не голосовали | Вакантные места |
| --------------------------------- | -------- | --- | ------ | ------------ | ------------- | --------------- |
| «Единая Россия»                   | 314      | 314 | 0      | 0            | 0             |                 |
| КПРФ                              | 57       | 0   | 56     | 0            | 1             |                 |
| ЛДПР                              | 40       | 40  | 0      | 0            | 0             |                 |
| «Справедливая Россия»             | 38       | 38  | 0      | 0            | 0             |                 |
| Общий результат                   | 449      | 392 | 56     | 0            | 1             | 1               |
| Справка о результатах голосования |          |     |        |              |               |                 |

## Новые Министерства
- Министерство культуры Российской Федерации (преобразовано из Министерства культуры и массовых коммуникаций Российской Федерации)
- Министерство природных ресурсов и экологии Российской Федерации (преобразовано из Министерства природных ресурсов Российской Федерации)
- Министерство промышленности и торговли Российской Федерации (образовано при разделении Министерства промышленности и энергетики Российской Федерации и реорганизации Министерства экономического развития и торговли Российской Федерации)
- Министерство связи и массовых коммуникаций Российской Федерации (преобразовано из Министерства информационных технологий и связи Российской Федерации при реорганизации Министерства культуры и массовых коммуникаций Российской Федерации)
- Министерство спорта, туризма и молодёжной политики Российской Федерации
- Министерство экономического развития Российской Федерации (преобразовано из Министерства экономического развития и торговли Российской Федерации в результате его реорганизации)
- Министерство энергетики Российской Федерации (образовано при разделении Министерства промышленности и энергетики Российской Федерации)

## Члены Правительства
Наименования должностей членов Правительства приводятся так, как они официально именовались.
| Должность | Имя                                                             |
| --- | --------------------------------------------------------------- |
| Председатель Правительства Российской Федерации | Путин Владимир Владимирович (8 мая 2008 — 7 мая 2012)           |
| Председатель Правительства Российской Федерации | Зубков Виктор Алексеевич (и. о.) (с 7 мая 2012)                 |
| Первый заместитель Председателя Правительства Российской Федерации                                                                                             | Зубков Виктор Алексеевич                                        |
| Первый заместитель Председателя Правительства Российской Федерации                                                                                             | Шувалов Игорь Иванович                                          |
| Заместитель Председателя Правительства Российской Федерации | Жуков Александр Дмитриевич (12 мая 2008 — 20 декабря 2011)      |
| Заместитель Председателя Правительства Российской Федерации | Сурков Владислав Юрьевич (с 27 декабря 2011)                    |
| Заместитель Председателя Правительства Российской Федерации | Иванов Сергей Борисович (12 мая 2008 — 22 декабря 2011)         |
| Заместитель Председателя Правительства Российской Федерации | Рогозин Дмитрий Олегович (с 23 декабря 2011)                    |
| Заместитель Председателя Правительства Российской Федерации | Сечин Игорь Иванович                                            |
| Руководитель Аппарата Правительства Российской Федерации (Заместитель Председателя Правительства РФ, с 27 декабря 2011 года — Министр Российской Федерации)    | Собянин Сергей Семёнович (12 мая 2008 — 21 октября 2010)        |
| Руководитель Аппарата Правительства Российской Федерации (Заместитель Председателя Правительства РФ, с 27 декабря 2011 года — Министр Российской Федерации)    | Володин Вячеслав Викторович (21 октября 2010 — 27 декабря 2011) |
| Руководитель Аппарата Правительства Российской Федерации (Заместитель Председателя Правительства РФ, с 27 декабря 2011 года — Министр Российской Федерации)    | Вайно Антон Эдуардович (с 27 декабря 2011)                      |
| Заместитель Председателя Правительства Российской Федерации | Кудрин Алексей Леонидович (12 мая 2008 — 26 сентября 2011)      |
| Заместитель Председателя Правительства Российской Федерации | Козак Дмитрий Николаевич (с 14 октября 2008)                    |
| Заместитель Председателя Правительства Российской Федерации — полномочный представитель Президента Российской Федерации в Северо-Кавказском федеральном округе | Хлопонин Александр Геннадиевич (с 19 января 2010)               |
| Министр внутренних дел Российской Федерации | Нургалиев Рашид Гумарович                                       |
| Министр финансов Российской Федерации | Кудрин Алексей Леонидович (12 мая 2008 — 26 сентября 2011)      |
| Министр финансов Российской Федерации | Силуанов Антон Германович (с 16 декабря 2011)                   |
| Министр Российской Федерации по делам гражданской обороны, чрезвычайным ситуациям и ликвидации последствий стихийных бедствий                                  | Шойгу Сергей Кужугетович                                        |
| Министр иностранных дел Российской Федерации | Лавров Сергей Викторович                                        |
| Министр обороны Российской Федерации | Сердюков Анатолий Эдуардович                                    |
| Министр юстиции Российской Федерации | Коновалов Александр Владимирович                                |
| Министр здравоохранения и социального развития Российской Федерации                                                                                            | Голикова Татьяна Алексеевна                                     |
| Министр образования и науки Российской Федерации | Фурсенко Андрей Александрович                                   |
| Министр культуры Российской Федерации | Авдеев Александр Алексеевич                                     |
| Министр природных ресурсов и экологии Российской Федерации | Трутнев Юрий Петрович                                           |
| Министр промышленности и торговли Российской Федерации | Христенко Виктор Борисович (12 мая 2008 — 31 января 2012)       |
| Министр промышленности и торговли Российской Федерации | Мантуров Денис Валентинович (и. о.) (с 1 февраля 2012)          |
| Министр регионального развития Российской Федерации | Козак Дмитрий Николаевич (12 мая 2008 — 14 октября 2008)        |
| Министр регионального развития Российской Федерации | Басаргин Виктор Фёдорович (14 октября 2008 — 28 апреля 2012)    |
| Министр регионального развития Российской Федерации | Токарев Владимир Александрович (и. о.) (с 28 апреля 2012)       |
| Министр связи и массовых коммуникаций Российской Федерации | Щёголев Игорь Олегович                                          |
| Министр сельского хозяйства Российской Федерации | Гордеев Алексей Васильевич (12 мая 2008 — 26 февраля 2009)      |
| Министр сельского хозяйства Российской Федерации | Скрынник Елена Борисовна (с 12 марта 2009)                      |
| Министр спорта, туризма и молодёжной политики Российской Федерации                                                                                             | Мутко Виталий Леонтьевич                                        |
| Министр транспорта Российской Федерации | Левитин Игорь Евгеньевич                                        |
| Министр экономического развития Российской Федерации | Набиуллина Эльвира Сахипзадовна                                 |
| Министр энергетики Российской Федерации | Шматко Сергей Иванович                                          |